# Luis Guerra
Luis Alejandro Guerra Romero (San Félix, Bolívar, Venezuela; 20 de noviembre de 1996) es un futbolista venezolano que juega como delantero en Deportes Limache de la Primera división de Chile.

## Trayectoria

### Monagas Sport Club
Luis Guerra se incorpora para trabajar con el Monagas Sport Club para el Torneo Apertura del 2017. Concreta su primer gol con el Monagas SC el 12 de febrero de 2017 antes el Zulia FC.

## Estadísticas
| Club                           | Div.          | Temporada     | Liga  | Liga  | Copas nacionales | Copas nacionales | Torneos internacionales | Torneos internacionales | Total | Total |
| Club                           | Div.          | Temporada     | Part. | Goles | Part.            | Goles            | Part.                   | Goles                   | Part. | Goles |
| ------------------------------ | ------------- | ------------- | ----- | ----- | ---------------- | ---------------- | ----------------------- | ----------------------- | ----- | ----- |
| Mineros de Guayana · Venezuela | 1.ª           | 2014-15       | 24    | 2     | ?                | ?                | —                       | —                       | 24    | 2     |
| Mineros de Guayana · Venezuela | 1.ª           | 2015          | 19    | 2     | ?                | ?                | 3                       | 0                       | 22    | 2     |
| Mineros de Guayana · Venezuela | Total club    | Total club    | 43    | 4     | ?                | ?                | 3                       | 0                       | 46    | 4     |
| Deportivo Táchira · Venezuela  | 1.ª           | 2016          | 7     | 0     | ?                | ?                | 0                       | 0                       | 7     | 0     |
| Deportivo Táchira · Venezuela  | Total club    | Total club    | 7     | 0     | ?                | ?                | 0                       | 0                       | 7     | 0     |
| Monagas · Venezuela            | 1.ª           | 2017          | 24    | 1     | ?                | ?                | —                       | —                       | 24    | 1     |
| Monagas · Venezuela            | 1.ª           | 2022          | 21    | 0     | —                | —                | 2                       | 0                       | 23    | 0     |
| Monagas · Venezuela            | Total club    | Total club    | 45    | 1     | ?                | ?                | 2                       | 0                       | 47    | 1     |
| Aragua · Venezuela             | 1.ª           | 2018          | 31    | 3     | ?                | ?                | —                       | —                       | 31    | 3     |
| Aragua · Venezuela             | Total club    | Total club    | 31    | 3     | ?                | ?                | 0                       | 0                       | 31    | 3     |
| Carabobo · Venezuela           | 1.ª           | 2019          | 37    | 9     | ?                | ?                | —                       | —                       | 37    | 9     |
| Carabobo · Venezuela           | Total club    | Total club    | 37    | 9     | ?                | ?                | 0                       | 0                       | 37    | 9     |
| Deportes Antofagasta · Chile   | 1.ª           | 2020          | 13    | 1     | —                | —                | —                       | —                       | 13    | 1     |
| Deportes Antofagasta · Chile   | 1.ª           | 2021          | 8     | 0     | 1                | 0                | 0                       | 0                       | 9     | 0     |
| Deportes Antofagasta · Chile   | 2.ª           | 2023          | 26    | 17    | 2                | 0                | —                       | —                       | 28    | 17    |
| Deportes Antofagasta · Chile   | 2.ª           | 2024          | 30    | 8     | 2                | 0                | —                       | —                       | 32    | 8     |
| Deportes Antofagasta · Chile   | Total club    | Total club    | 77    | 26    | 5                | 0                | 0                       | 0                       | 82    | 26    |
| Total carrera                  | Total carrera | Total carrera | 240   | 43    | 5                | 0                | 5                       | 0                       | 250   | 43    |
| 1. 2. 3.                       |               |               |       |       |                  |                  |                         |                         |       |       |

## Palmarés

### Campeonatos nacionales
| Título           | Club    | País      | Año  |
| ---------------- | ------- | --------- | ---- |
| Torneo Apertura  | Monagas | Venezuela | 2017 |
| Primera División | Monagas | Venezuela | 2017 |